# Lago Negro (Valle de los lagos del Triglav)
El lago Negro (en esloveno: Črno jezero) (1.319 metros o 4.327 pies) es el lago a menor nivel en el valle de los lagos Triglav, parte de los Alpes Julianos en Eslovenia. Se llama así por su ubicación en una cuenca en el medio del bosque, que se extiende hasta el borde de la pared rocosa de Komarča. Debido a su elevación relativamente baja, es el más cálido de los lagos Triglav. En la superficie, su temperatura en verano es de 9 °C (48 °F), mientras que en invierno es de 3 °C (37 °F). Tiene 150 m (490 pies) de largo, 80 m (260 pies) de ancho y hasta 6 m (20 pies) de profundidad. El tritón alpino (Ichthyosaura alpestris), endémico de los Alpes, vive en él.